# Hasora khoda
Hasora khoda là một loài bướm thuộc họ Bướm nhảy được tìm thấy ở Ấn Độ, các bộ phận của Đông Nam Á và Úc.
Loài địa phương ở New Caledonia.

## Hình ảnh

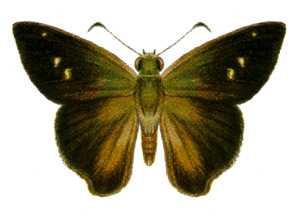
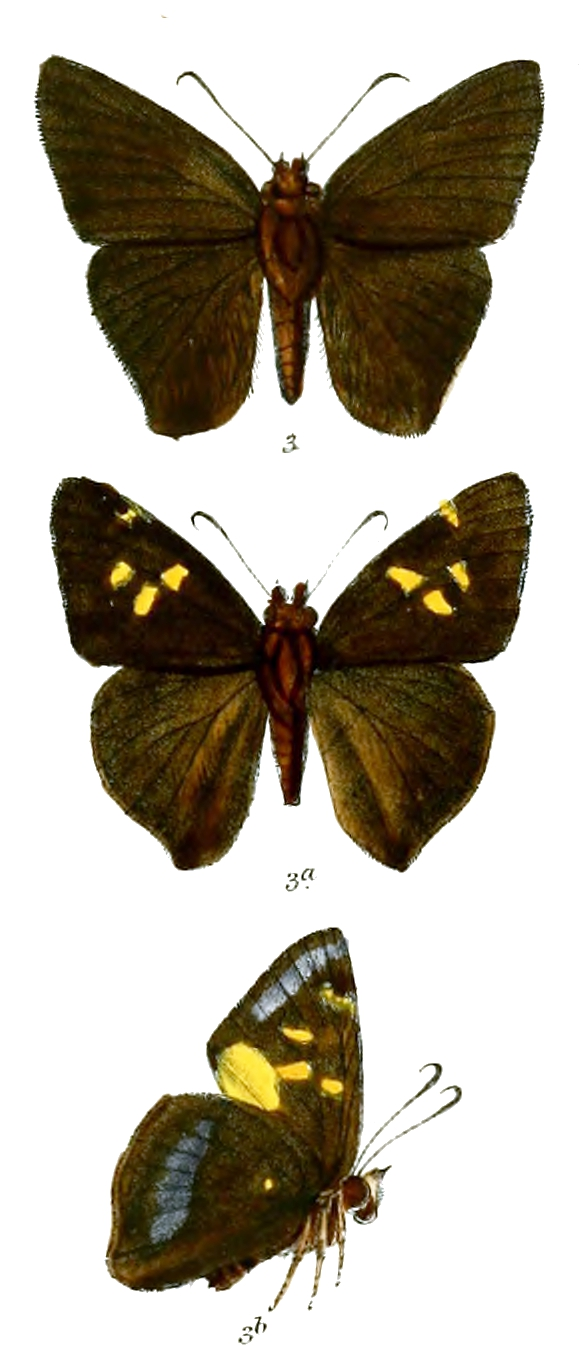
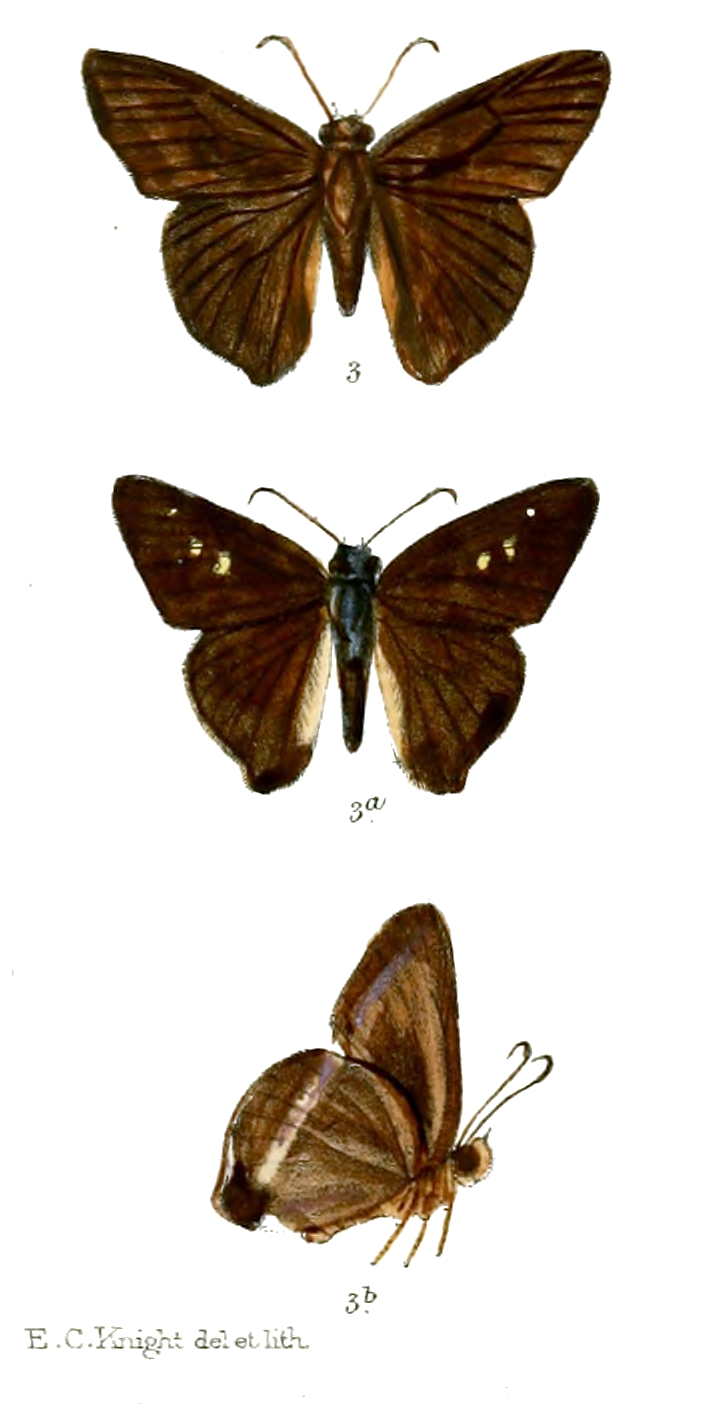
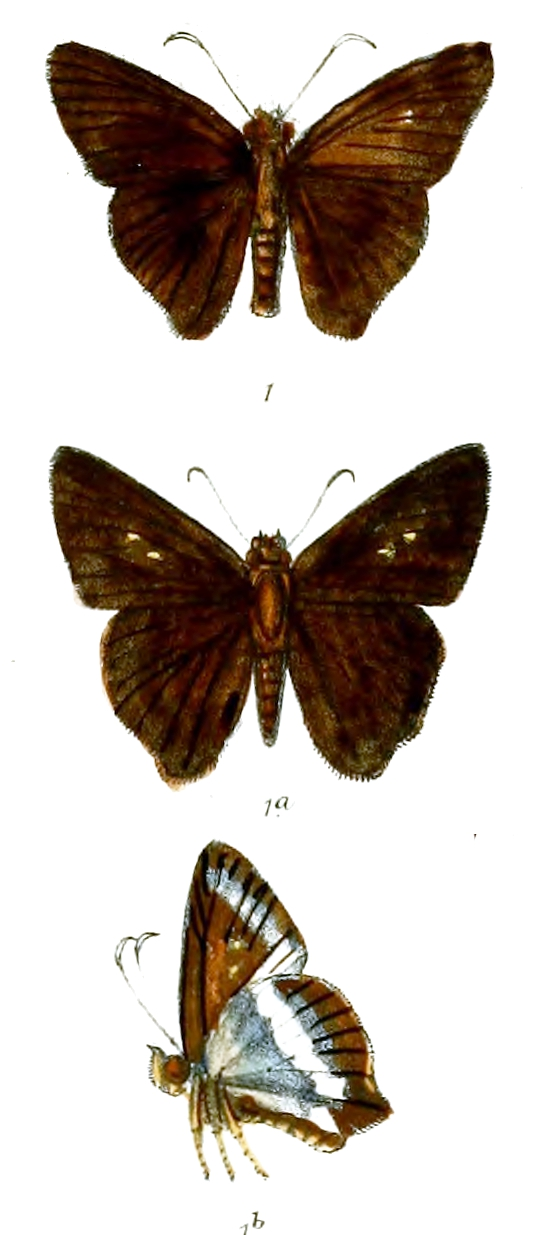